# Орден Заслуг Бенина
Орден Заслуг Бенина (фр. Ordre du Mérite du Bénin) — государственная награда Бенина.

## История
Орден Заслуг Бенина учреждён 24 октября 1961 года с предназначением вознаграждать граждан Республики Дагомея за выдающиеся заслуги в гражданской и военной службе на пользу нации.
После провозглашения Народной Республики Бенин орден подвергся реформированию с изменением внешнего вида знаков ордена. В 1987 году был принят новый статут ордена.
В связи с отменой в стране социалистического курса, смены названия страны и принятия в 1990 году новых государственных символов внешний вид знаков ордена был также скорректирован.
Великим магистром ордена является действующий президент страны. Текущие дела ордена находятся в ведении Великой канцелярии национальных орденов во главе с Великим канцлером.

## Степени ордена
Орден Заслуг Бенина подразделяется на 5 степеней:
 Большой крест (фр. Grand-croix);
 Великий офицер (фр. Grand officier);
 Командор (фр. Commandeur) — знак на ленте, носимый на шее;
 Офицер (фр. Officier) — знак на ленте с розеткой, носимый на левой стороне груди;
 Кавалер (фр. Chevalier) — знак на ленте, носимый на левой стороне груди.

## Условия награждения
Награждения производятся последовательно, начиная с кавалерской степени.
Орденом награждаются граждане, отличившиеся своей общественной или профессиональной деятельностью на пользу государству в сфере культуры, сельского хозяйства, торговли, промышленности, политики, экономики, благотворительности.
Военнослужащие Вооружённых сил Бенина могут быть награждены за 12 лет безупречной службы.
Любой гражданин может быть награждён за выдающиеся подвиги мужества и самоотверженности.

## Знаки ордена

### 1 тип
Знак ордена — пятиконечная звезда зелёной эмали с шариками на концах и исходящими из углов лезвиями мечей. Знак кавалера серебряный, остальных степеней — позолоченный. В центре знака круглый позолоченный медальон с широким ободком белой эмали. В центре медальона — контурное изображение карты Бенина красной эмали, окружённое сиянием. На ободке надписи: сверху — «REPUBLIQUE DU DAHOMEY», снизу — «MERITE DU BENIN», разделённые точками. Оборотная сторона знака гладкая без изображений и эмали. К верхнему лучу знака крепится прямоугольная скоба для кольца, через которое пропускается орденская лента.
Лента ордена — шёлковая муаровая шириной 37 мм из 5 равновеликих полос: зелёной, жёлтой, красной, жёлтой и зелёной. К ленте офицерской степени крепится круглая розетка из такой же ленты.

### 2 тип
Знак ордена аналогичен знаку 1 типа, но звезда — красной эмали, и верхняя надпись на ободке медальона — «REPUBLIQUE POPULAIRE DU BENIN».
Лента ордена — шёлковая муаровая из 3 равновеликих полос: зелёной, красной и зелёной. К ленте офицерской степени крепится круглая розетка из такой же ленты.

### 3 тип
Знак ордена аналогичен знаку 2 типа, но верхняя надпись на ободке медальона — «REPUBLIQUE DU BENIN».
Лента ордена аналогична ленте 2 типа.